# Joan Hartock
Joan Hartock (nacido el 17 de febrero de 1987) es un futbolista francés. Juega de portero y actualmente milita en el US Quevilly.

## Clubes
| Club              | País    | Año         |
| ----------------- | ------- | ----------- |
| Olympique Lyon    | Francia | 2005 - 2011 |
| Stade Brestois 29 | Francia | 2011 - 2017 |
| US Quevilly       | Francia | 2017 -      |

- Datos: Q2948346